# Pterygia
Pterygia is een geslacht van weekdieren uit de klasse van de Gastropoda (slakken).

## Soorten
- Pterygia arctata (Sowerby, 1874)
- Pterygia conus (Gmelin, 1791)
- Pterygia crenulata (Gmelin, 1791)
- Pterygia dactylus (Linnaeus, 1767)
- Pterygia fenestrata (Lamarck, 1811)
- Pterygia japonica Okutani & Matsukuma, 1982
- Pterygia jeanjacquesi Bozzetti, 2010
- Pterygia morrisoni Marrow, 2016
- Pterygia nucea (Gmelin, 1791)
- Pterygia purtymuni Salisbury, 1998
- Pterygia scabricula (Linnaeus, 1767)
- Pterygia sinensis (Reeve, 1844)
- Pterygia undulosa (Reeve, 1844)